# Zuzka Zguriška
Zuzka Zguriška (valódi név: Ľoudmila Dvořáková, született: Šimonovičová; Miava, 1900. április 13. – Prága, 1984. szeptember 24.) szlovák író, drámaíró és műfordító. A kulturális élet szervezője, a szlovák humoros próza fontos képviselője.

## Élete
Pedagógus családban született, iskolába Miaván és Modorban járt. Az első világháború alatt a továbbképzéséhez vezető út számára nagyon fájdalmas volt. Egy évig Himmelkronban (Bajorországban) tanult, majd két évig a hódmezővásárhelyi és három hónapig a szabadkai tanítóképzőben folytatta. A Csehszlovák Köztársaság megalakulása után visszaköltözött, és diplomát végül 1920-ban Brnóban szerzett. 1920-tól 1924-ig tanárként dolgozott Miaván, ahol az amatőr színházi kör egyik alapítója, amelyben színésznőként és rendezőként is részt vett. Az 1920-as évek elején vendégként fellépett a pozsonyi Szlovák Nemzeti Színházban, Frank Wollman: Rastislav című történelmi színjátékában. Nagy sikert aratott, de egészségügyi okokból nem folytatta színészi pályafutását. Aztán Jaroslav Dvořák felesége lett, és Pozsonyba költözött, ahol 1945-ig élt. A második világháború alatt a Comenius Egyetem Bölcsészettudományi Karának Filozófia és Művészettörténeti Tanszékén tanult. Tanulmányait a Nyugat-Szlovákia faluszociológiai képének témája című disszertációval fejezte be, és filozófia doktori fokozatot kapott. A diploma megszerzése után 1945-ben Prágába költözött a férjével. 1949 és 1951 között Barrandowban dolgozott, mint filmforgatókönyvíró és drámaíró, élete hátralévő részét újságírói és irodalmi munkáira fordította. 1960-ban elnyerte a Csehszlovákia Érdemes Művésze díjat. 1984. szeptember 24-én halt meg Prágában.

## Munkássága
Első munkáját 1922-ben publikálta egy szlovák napilapban. Később elkezdték közölni más magazinok és napilapok is az írásait (Robotnícke noviny, Živena, Elán, Slovenské pohľady). Együttműködött a Csehszlovák Rádióval is, amely rendszeresen játszotta a műveit. Irodalmi munkáiban bemutatta Miava egyedi világát, amelyet humoros oldalról közelített meg. Rövid irodalmi műveiben szülővárosa életének számos jellegzetes aspektusát megragadta, sok érdekes szereplőt ábrázolt, és több tréfás történetet is felhasznált.

## Művei

### Próza felnőtteknek
- Obrázky z kopaníc (novellagyűjtemény, 1929)
- Dvanásť do tucta ((novellagyűjtemény, 1932)
- Pangart (1932)
- Ženich s mašinou, zbierka poviedok (novellagyűjtemény, 1935)
- Španielske pohľadnice (útirajzok, 1931)
- Bičianka z doliny (regény, 1938)
- Svadba (humoreszkek, 1943)
- Hostina (humoreszkek, 1947)
- Metropola pod slamou (regény, a trilógia 1. része, 1949)
- Mestečko na predaj (regény, a trilógia 2. része, 1953)
- Podobizne (humoreszkek, 1957)
- Zbojnícke chodníčky (regény, a trilógia 3. része, 1959)
- Manželstvo na úver (regény, 1967)
- Strminou liet (emlékek, 1972)

### Próza gyermekek és fiatalok számára
- Pri muzike (mese, 1922) A zenével
- Husitská nevesta (történelmi regény 1. része, 1962) Huszita menyasszony
- Kráľova zajatkyňa (történelmi regény 2. része, 1982) A  király foglya

### Színjáték
- Mor na farme (komédia, 1967) Pestis a farmon

### Fordítása
- Jaroslav Hašek: Švejk, egy derék katona kalandjai a világháborúban (1955)

## Magyarul
- Kettős lakodalom; ford. Hubik István, utószó Vladimir Petrik; Szépirodalmi, Bratislava, 1961[6]

## Fordítás
- Ez a szócikk részben vagy egészben  a   Zuzka Zguriška című szlovák Wikipédia-szócikk ezen változatának fordításán alapul.  Az eredeti cikk szerkesztőit annak laptörténete sorolja fel. Ez a jelzés csupán a megfogalmazás eredetét és a szerzői jogokat jelzi, nem szolgál a cikkben szereplő információk forrásmegjelöléseként.